# Jader Valencia
Jader Andrés Valencia Mena (Apartadó, 15 novembre 1999) è un calciatore colombiano, attaccante del Millonarios.

## Caratteristiche tecniche
È un centravanti.

## Carriera

### Club
Cresciuto nel settore giovanile del Bogotá, ha esordito in prima squadra il 14 settembre 2014 disputando l'incontro di campionato perso 1-0 contro l'Itagui Leones.

### Nazionale
Nel 2019 ha partecipato al campionato sudamericano Under-20.

## Statistiche
Statistiche aggiornate al 25 gennaio 2019.

### Cronologia presenze e reti in nazionale
| Cronologia completa delle presenze e delle reti in nazionale ― Colombia under 20 | Cronologia completa delle presenze e delle reti in nazionale ― Colombia under 20 | Cronologia completa delle presenze e delle reti in nazionale ― Colombia under 20 | Cronologia completa delle presenze e delle reti in nazionale ― Colombia under 20 | Cronologia completa delle presenze e delle reti in nazionale ― Colombia under 20 | Cronologia completa delle presenze e delle reti in nazionale ― Colombia under 20 | Cronologia completa delle presenze e delle reti in nazionale ― Colombia under 20 | Cronologia completa delle presenze e delle reti in nazionale ― Colombia under 20 |
| Data                                                                             | Città                                                                            | In casa                                                                          | Risultato                                                                        | Ospiti                                                                           | Competizione                                                                     | Reti                                                                             | Note                                                                             |
| -------------------------------------------------------------------------------- | -------------------------------------------------------------------------------- | -------------------------------------------------------------------------------- | -------------------------------------------------------------------------------- | -------------------------------------------------------------------------------- | -------------------------------------------------------------------------------- | -------------------------------------------------------------------------------- | -------------------------------------------------------------------------------- |
| 17-1-2019                                                                        | Rancagua                                                                         | Venezuela under 20                                                               | 1 – 0                                                                            | Colombia under 20                                                                | Sudamericano Sub-20 2019 - 1º turno                                              | -                                                                                | 56’                                                                              |
| 19-1-2019                                                                        | Rancagua                                                                         | Colombia under 20                                                                | 0 – 0                                                                            | Brasile under 20                                                                 | Sudamericano Sub-20 2019 - 1º turno                                              | -                                                                                | 73’                                                                              |
| 21-1-2019                                                                        | Rancagua                                                                         | Colombia under 20                                                                | 1 – 0                                                                            | Bolivia under 20                                                                 | Sudamericano Sub-20 2019 - 1º turno                                              | -                                                                                |                                                                                  |
| 25-1-2019                                                                        | Rancagua                                                                         | Cile under 20                                                                    | 0 – 1                                                                            | Colombia under 20                                                                | Sudamericano Sub-20 2019 - 1º turno                                              | -                                                                                | 28’, 40’                                                                         |
| Totale                                                                           |                                                                                  | Presenze                                                                         | 4                                                                                |                                                                                  | Reti                                                                             | 0                                                                                |                                                                                  |